# Kostel svaté Maří Magdalény (Růžená)
Kostel svaté Máří Magdalény se nachází na severním okraji obce Růžená. Kostel je farním kostelem římskokatolické farnosti Růžená. Jde o jednolodní barokní stavbu s pozdně gotickým jádrem, polygonálním závěrem a čtyřbokou věží. Kostel spolu s budovou márnice leží uprostřed ohrazeného hřbitova. Kostel je chráněn jako kulturní památka České republiky.

## Historie
Kostel byl postaven pravděpodobně na počátku 13. století, později, zřejmě po husitských válkách byl rozšířen a přestavěn, podle výzkumů to mělo být někdy kolem roku 1501. V kostele je umístěn náhrobní kámen z roku 1499. Později byl opraven ještě po třicetileté válce v roce 1648. Kostel byl rekonstruován také v 19. století. V roce 2015 byl kostel rekonstruován, byla opravena střecha kostela.